# الموصف (رصد)

تعديل مصدري - تعديل

الموصف هي إحدى قرى عزلة القارة بمديرية رصد التابعة لمحافظة أبين، 
مناطق قرية الموصف الحرة وهي مركز الموصف و ذراع المال و علي الشعبة و الجزة والعقلة و شعب الموصف وشعب نشمة
بلغ تعداد سكانها 1018 نسمة حسب تعداد اليمن لعام 2004.